# رامیل قلیف
رامیل قلیف (ترکی آذربایجانی: Ramil Eldar oğlu Quliyev؛ زادهٔ ۲۹ مهٔ ۱۹۹۰) یک دونده اهل ترکیه - جمهوری آذربایجان است. از افتخارات وی میتوان وی می‌توان به کسب مدال طلا دو ۲۰۰ متر در یونیورسیاد ۲۰۰۹ اشاره کرد.